# Мобільний застосунок
Мобільний застосунок— програмне забезпечення, призначене для роботи на смартфонах, планшетах та інших мобільних пристроях. Багато мобільних застосунків встановлені на самому пристрої або можуть бути завантажені на нього з онлайн-магазинів мобільних застосунків, таких як App Store, Google Play, Windows Phone Store та інших, безкоштовно або за плату.
Спочатку мобільні застосунки використовувалися для швидкої перевірки електронної пошти, але їх високий попит призвів до розширення їх призначень і в інших областях, таких як ігри для мобільних телефонів, GPS, спілкування, перегляд відео та користування Інтернетом.

## Огляд
Велика кількість мобільних пристроїв продаються з уже встановленим набором мобільних застосунків, таких як веб браузер, поштовий клієнт, календар (наприклад, Google Calendar), застосунок для придбання та прослуховування музики та інші. Деякі, попередньо встановлені застосунки, можуть бути вилучені з мобільного пристрою користувачем, за допомогою звичайного процесу видалення, звільняючи більше місця для зберігання інших (бажаних) застосунків.

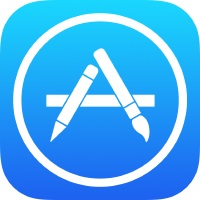
Іконка магазину мобільних застосунків Apple App Store

Застосунки, що відразу не встановлені на мобільний пристрій, доступні для завантаження та встановлення через платформи їх розповсюдження. Такі платформи називаються магазинами застосунків. Вони почали з'являтися у 2008 році, та зазвичай, керуються компанією власником мобільних операційних систем: Apple App Store, Google Play, Windows Phone Store і BlackBerry App World. Проте існують свого роду незалежні магазини застосунків, такі як Cydia, GetJar або F-Droid. Значна кількість мобільних застосунків є безплатною для встановлення та користування, проте існують і платні. Всі застосунки зазвичай завантажуються з платформи одразу на цільовий пристрій, але іноді, вони можуть бути завантаженими на ноутбуки чи комп'ютери. Як правило, 20—30 % вартості платних застосунків надходить до компанії-дистрибутора (наприклад, iTunes), а решта — до виробника. Деякі програми також містять мікротранзакції та/або рекламу. У будь-якому випадку дохід зазвичай розподіляється між розробником програми та магазином додатків. Тому той самий застосунок може мати різну вартість, залежно від мобільної платформи.
Застосунки також можуть бути встановлені власноруч користувачем, як, наприклад, запуск пакету програм для Android на пристроях з операційною системою Android.
Спочатку мобільні застосунки пропонувалися як інструменти для контролю та оперування загальних потоків інформації, включаючи електронну пошту, календар, контакти, фондовий ринок та інформацію про погоду. А втім, попит та наявність інструментів для розробників зумовили швидке поширення застосунків і для інших категорій електронних пристроїв, які функціонують за допомогою настільних прикладних програм. Як і у випадку з іншим програмним забезпеченням, вибухова кількість та різноманіття мобільних застосунків призвела до виникнення великої кількості пізнавальних ресурсів про них — з відгуками, рекомендаціями та оглядами, а саме: блоги, журнали та спеціальні служби виявлення застосунків в Інтернеті. У 2014 році державні регуляційні служби України почали створювати та регулювати мобільні застосунки, зокрема ті, які мають відношення до медичної індустрії. Деякі компанії навіть почали пропонувати застосунки, як альтернативний метод надання інформації, на противагу офіційним вебсайтам. Так, наприклад, у 2017 році більш ніж 60 % трафіку на сайти українських мікрофінансових компаній було отримано з мобільних пристроїв.

Іконка магазину мобільних застосунків Google Play

Користування мобільними застосунками серед користувачів мобільних пристроїв стає все більш і більш популярним. Згідно з даними дослідження компанії AppAnnie [Архівовано 22 квітня 2016 у Wayback Machine.] за 2017 рік кількість завантажень застосунків зросла на 60 %, споживчі витрати зросли більш ніж удвічі, а час, витрачений на застосунок кожним користувачем складає близько 43 днів на рік. Дослідники виявили, що використання мобільних застосунків чітко корелюється з їх наповненням та залежить від часу доби і локації користувача. Мобільні застосунки відіграють усе більш значущу роль у галузі охорони здоров'я, а при врахуванні правильного дизайну та інтеграції — можуть надати багато переваг. Також компанія AppAnie прогнозує зростання ринку мобільних застосунків на 270 % до 2020 року. Найбільше прибутків будуть приносити мобільні ігри — 55 % від загальної суми.
Компанія з дослідження ринку Gartner передбачила, що протягом 2013 року приблизна кількість завантажених мобільних застосунків складатиме 102 мільярди (91 % з яких будуть безплатними), що своєю чергою складатиме 26 мільярдів доларів США (а це на 44,4 % більше, у порівнянні з 18 мільярдами доларів США за 2012 рік). Згідно з даними, до 2 кварталу 2015 року, самі лише магазини Google Play і Apple Store зібрали 5 мільярдів доларів.

## Розробка
Розробка програмного забезпечення для мобільних пристроїв потребує врахування їх обмежень та можливостей. Мобільні пристрої працюють на акумуляторі та мають менш потужні процесори, ніж персональні комп'ютери, а також мають більше функцій, таких як визначення розташування та камери. Розробникам також доводиться враховувати широкий спектр розмірів дисплею, різні технічні характеристики та конфігурації обладнання через сильну конкуренцію мобільного програмного забезпечення та зміни в кожній платформі.
Розробка програм для мобільних платформ вимагає використання спеціалізованих інтегрованих середовищ розробки. Мобільні застосунки спочатку тестуються в середовищі розробки, використовуючи емулятори, а потім перевіряються на місцях. Емулятори забезпечують недорогий спосіб тестування програм на мобільних телефонах, яким розробники можуть не мати фізичного доступу.
Дизайн мобільного інтерфейсу користувача (англ. «UI design») також має важливе значення. Мобільний інтерфейс розглядає обмеження та контексти, екран, вхід і мобільність як контури для дизайну. Користувач часто фокусується на взаємодії з пристроєм, а інтерфейс тягне за собою компоненти як апаратного, так і програмного забезпечення. Вхід користувача дозволяє користувачам маніпулювати системою, а випуск пристрою дозволяє системі вказувати ефекти маніпулювання користувачами. Обмеження дизайну мобільного інтерфейсу містять обмежену увагу та форм-фактори, такі як розмір екрана мобільного пристрою для користувача. Контексти мобільного інтерфейсу сигналізують сигнали про активність користувача, такі як розташування та планування, які можуть відображатися в результаті взаємодії користувачів у мобільній програмі. Загалом мета дизайну мобільного інтерфейсу, в першу чергу, — це створення зрозумілого, зручного інтерфейсу.
Мобільні інтерфейсні системи або front-end покладається на мобільні резервні копії (back-end) для підтримки доступу до корпоративних систем. Мобільний зворотний зв'язок полегшує маршрутизацію даних, безпеку, автентифікацію, авторизацію, роботу поза мережею. Ця функціональність підтримується сумішшю компонентів проміжних програм, включаючи сервери мобільних застосунків, Mobile Backend як службу (MBaaS) та інфраструктуру SOA.
Розмовні інтерфейси відображають комп'ютерний інтерфейс і надають взаємодію через текст, а не графічні елементи. Вони імітують розмови зі справжніми людьми. Є два основних типи розмовних інтерфейсів: голосові помічники (як Amazon Echo) та chatbots.
Розмовні інтерфейси стають особливо практичними, оскільки користувачі починають відчувати себе перевантаженими мобільними додатками (термін, відомий як «втома від додатків»).
Девід Лімп, старший віцепрезидент Amazon з пристроїв, сказав в інтерв’ю Bloomberg: «Ми вважаємо, що наступна велика платформа — це голос».

## Управління підприємством
Управління мобільними додатками (MAM) описує програмне забезпечення та послуги, відповідальні за надання та контроль доступу до внутрішньо розроблених і комерційно доступних мобільних програм, які використовуються в бізнес-налаштуваннях. Стратегія призначена для компенсації ризику безпеки робочої стратегії Bring Your Own Device (BYOD). Коли співробітник переносить особистий пристрій у корпоративне серидовище, керування мобільними додатками дає змогу корпоративному ІТ-персоналу переносити необхідні програми, контролювати доступ до бізнес-даних і видаляти локально кешовані бізнес-дані з пристрою, якщо вони втрачені або якщо їх власник не довше працює з компанією. Контейнеризація є альтернативним підходом до безпеки. Замість того, щоб контролювати весь пристрій співробітника, додатки для контейнерування створюють ізольовані кишені окремо від особистих даних. Контроль компанії над пристроєм поширюється лише на цей окремий контейнер.